# Heliura klagesi
Heliura klagesi är en fjärilsart som beskrevs av Rothschild. Heliura klagesi ingår i släktet Heliura och familjen björnspinnare. Inga underarter finns listade i Catalogue of Life.